# Gwerz (Band)
Gwerz war eine 1981 gegründete bretonische Folk-Band, die sich in den 1980er und 1990er Jahren der Wiederbelebung der bretonischen Musik widmeten. Der Name der Gruppe bezeichnet eine Liedform in der bretonischen Musik (siehe Gwerz).

## Geschichte
Die Instrumentierung war im Vergleich zum gleichzeitig aufkommenden Folkrock eher traditionell: Bombarde (Youenn Le Bihan), Binioù Ulleann Pipe (Patrick Molard), Fiddle (Jacky Molard), Klarinette (Erik Marchand, auch Gesang) und Gitarre (Soïg Sibéril). Die Percussion übernahm Bruno Caillat.
Obwohl ihre Musik oft mit der von Kornog verglichen wird, blieb der Erfolg außerhalb der Bretagne eher begrenzt. Nach zwei Alben löste sich Gwerz Ende der 1980er Jahre auf. Zum 20-jährigen Gründungsjubiläum kamen die ehemaligen Mitglieder auf einem Festival nochmals zusammen. Das dabei entstandene Live-Album gilt als eines der herausragendsten bretonischer Folkmusik.
Von 1982 bis 1993 bestand auch noch der Ableger Pennoù Skoulm, der zusammen mit Mitgliedern von Kornog entwickelt wurde. Auch hier stand die bretonische Musik im Vordergrund.

## Diskografie
Alben
- 1986: Musique bretonne de toujours
- 1988: Au delà
- 1993: Gwerz live